# Catalogue de Sarah Records
Le catalogue de Sarah Records consiste en un peu plus de 100 productions ayant chacune un numéro de catalogue.
De Sarah 001 à Sarah 100, la plupart sont des disques 7 pouces (18 cm), dont certains sont également parus au format CD. Les séries 400 et 600 sont des albums 10 pouces (25 cm) et 12 pouces (30 cm) respectivement, dont certains sont également parus au format CD.

## De 001 à 100
Les numéros 003, 004, 014, 032, 038, 042, 050, 057 et 070 ne sont pas des 45 tours.

### 1987
- 001 : The Sea Urchins – Pristine Christine

### 1988
- 002 : The Orchids (en) – I've Got a Habit
- 003 : Another Sunny Day (en) – Anorak City (flexi disc)
- 004 : fanzine
- 005 : 14 Iced Bears (en) – Come Get Me
- 006 : The Poppyheads – Cremation Town
- 007 : Another Sunny Day (en) – I'm in Love with a Girl Who Doesn't Know I Exist
- 008 : The Sea Urchins – Solace
- 009 : The Golden Dawn (en) – My Secret World
- 010 : The Springfields – Sunflower
- 011 : The Orchids (en) – Underneath the Window, Underneath the Sink
- 012 : The Field Mice – Emma's House

### 1989
- 013 : Christine's Cat – Your Love Is…
- 014 : fanzine
- 015 : St. Christopher – You Deserve More Than a Maybe
- 016 : Another Sunny Day (en) – What's Happened
- 017 : The Golden Dawn (en) – George Hamilton's Dead
- 018 : The Field Mice – Sensitive
- 019 : Brighter – Around the World in Eighty Days
- 020 : St. Christopher – All of a Tremble
- 021 : The Wake – Crush the Flowers
- 022 : Another Sunny Day (en) – You Should All Be Murdered
- 023 : The Orchids (en) – What Will We Do Next

### 1990
- 024 : The Field Mice – The Autumn Store Part 1
- 025 : The Field Mice – The Autumn Store Part 2
- 026 : Gentle Despite – Darkest Blue
- 027 : Brighter – Noah's Ark
- 028 : Action Painting! – These Things Happen
- 029 : The Orchids (en) – Something for the Longing
- 030 : Heavenly – I Fell in Love Last Night
- 031 : Eternal – Breathe
- 032 : fanzine
- 033 : The Sea Urchins – A Morning Odyssey
- 034 : St. Christopher – Antoinette
- 035 : Another Sunny Day (en) – Rio
- 036 : The Sweetest Ache – If I Could Shine
- 037 : Even As We Speak (en) – Nothing Ever Happens
- 038 : The Field Mice – So Said Kay (25 cm)
- 039 : The Sweetest Ache – Heaven-Scented World

### 1991
- 040 : The Springfields – Wonder
- 041 : Heavenly – Our Love Is Heavenly
- 042 : The Orchids (en) – Penetration (30 cm)
- 043 : Tramway – Maritime City
- 044 : The Field Mice – September's Not So Far Away
- 045 : Gentle Despite – Torment to Me
- 046 : St. Christopher – Say Yes to Everything
- 047 : The Sweetest Ache – Everlasting
- 048 : The Wake – Major John
- 049 : Even As We Speak (en) – One Step Forward
- 050 : jeu de société Saropoly
- 051 : Heavenly – So Little Deserve
- 052 : Tramway – Sweet Chariot
- 053 : Secret Shine – After Years

### 1992
- 054 : The Forever People – Invisible
- 055 : Blueboy (en) – Clearer
- 056 : Brighter – Half-Hearted
- 057 : The Field Mice – Missing the Moon (30 cm)
- 058 : The Hit Parade (en) – In Gunnersbury Park
- 059 : Even As We Speak (en) – Beautiful Day
- 060 : Another Sunny Day (en) – New Year's Honours
- 061 : Secret Shine – Ephemeral
- 062 : The Rosaries – Forever EP
- 063 : The Sugargliders (en) – Letter from f Lifeboat
- 064 : The Harvest Ministers – You Do My World the World of Good
- 065 : Blueboy (en) – Popkiss
- 066 : The Orchids (en) – Thaumaturgy
- 067 : The Sugargliders (en) – Seventeen
- 068 : The Harvest Ministers – Six O'Clock Rosary
- 069 : Brighter – Disney

### 1993
- 070 : Blueboy (en) – Cloudbabies + 3 mini-fanzines
- 071 : Secret Shine – Loveblind
- 072 : The Sugargliders (en) – Ahprahran
- 073 : Action Painting! – Classical Music
- 074 : Blueboy (en) – Meet Johnny Rave
- 075 : East River Pipe (en) – Helmet On
- 076 : Boyracer (en) – B Is for Boyracer
- 077 : The Sugargliders (en) – Trumpet Play
- 078 : East River Pipe (en) – She's a Real Good Time
- 079 : Even As We Speak (en) – Blue Eyes Deceiving Me
- 080 : Blueboy (en) – Some Gorgeous Accident
- 081 : Heavenly – P.U.N.K. Girl
- 082 : Heavenly – Atta Girl
- 083 : The Sugargliders (en) – Will We Ever Learn
- 084 : The Harvest Ministers – If It Kills Me and It Will
- 085 : Boyracer (en) – From Purity to Purgatory
- 086 : The Sugargliders (en) – Top 40 Sculpture
- 087 : Action Painting! – Mustard Gas

### 1994
- 088 : Blueboy (en) – River
- 089 : Secret Shine – Greater Than God
- 090 : The Hit Parade (en) – Autobiography
- 091 : Ivy – Wish You Would
- 092 : Ivy – Avenge
- 093 : Aberdeen (en) – Toy Tambourine
- 094 : Northern Picture Library (en) – Paris
- 095 : Northern Picture Library (en) – Last September Farewell Kiss
- 096 : Boyracer (en) – Pure Hatred 96

### 1995
- 097 : Aberdeen (en) – Fireworks
- 098 : Shelley – Reproduction Is Pollution
- 099 : Blueboy (en) – Dirty Mags

## Albums

### 10 pouces
- 401 : The Orchids – Lyceum (1989)
- 402 : The Field Mice – Snowball (1989)
- 403 : St. Christopher – Bacharach (1990)
- 404 : Brighter – Laurel (1991)
- 405 : East River Pipe – Goodbye California (1993)
- 406 : Harvey Williams – Rebellion (1995)
- 407 : East River Pipe – Even The Sun Was Afraid (1995)

### 12 pouces
- 601 : The Field Mice – Skywriting (1990)
- 602 : The Wake – Make It Loud (1990)
- 603 : Heavenly – Heavenly Vs. Satan (1991)
- 604 : Talulah Gosh – They've Scoffed the Lot (1991)
- 605 : The Orchids – Unholy Soul (1991)
- 606 : The Field Mice – Coastal (1991)
- 607 : The Field Mice – For Keeps (1991)
- 608 : The Sweetest Ache – Jaguar (1992)
- 609 : The Sea Urchins – Stardust (1992)
- 610 : Heavenly – Le Jardin de Heavenly (1992)
- 611 : The Orchids – Epicurean (1992)
- 612 : Blueboy – If Wishes Were Horses (1992)
- 613 : Another Sunny Day – London Weekend (1992)
- 614 : Even As We Speak – Feral Pop Frenzy (1993)
- 615 : Secret Shine – Untouched (1993)
- 616 : Harvest Ministers – Little Dark Mansion (1993)
- 617 : The Orchids – Striving for the Lazy Perfection (1994)
- 618 : The Wake – Tidal Wave of Hype (1994)
- 619 : The Sugargliders – We're All Trying to Get There (1994)
- 620 : Blueboy – Unisex (1994)
- 621 : East River Pipe – Poor Fricky (1994)
- 622 : The Hit Parade – The Sound of the Hit Parade (1994)
- 623 : Heavenly – The Decline and Fall of Heavenly (1994)

## Compilations
- 587 : Shadow Factory (1988)
- 376 : Temple Cloud (1990)
- 545 : Air Balloon Road (1990)
- 501 : Glass Arcade (1991)
- 583 : Fountain Island (1992)
- 628 : Engine Common (1993)
- 530 : Gaol Ferry Bridge (1994)
- 359 : Battery Point (1995)
- 100 : There and Back Again Lane (1995)

## Référence
- (en) Cet article est partiellement ou en totalité issu de l’article de Wikipédia en anglais intitulé « Sarah Records discography » (voir la liste des auteurs).